# Boris Chambon

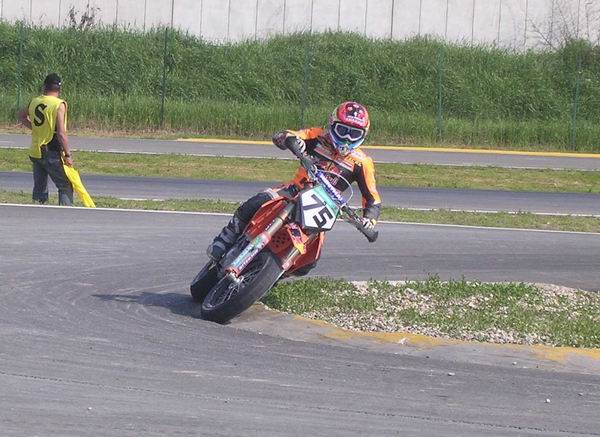
Boris Chambon

Boris Chambon (* 18. Juni 1975 in Avignon, Frankreich) ist ein ehemaliger französischer Motorradrennfahrer.
Er wurde 2005 Weltmeister in der Klasse S2 und gewann 2012 mit der französischen Nationalmannschaft das Supermoto der Nationen. Nachdem sein Vertrag mit dem Kawasaki-Team ausgelaufen war, unterschrieb Boris Chambon einen Zweijahresvertrag bei TM (2008–2010), der jedoch vorzeitig am Ende des Jahres 2008 endete. Anschließend gründete er  sein eigenes Team mit einer Honda 450crf als Maschine. In der Saison 2009–2010 schloss er sich dem Blot-Team an, um danach seine Karriere offiziell zu beenden und seine Zeit seinem Familienleben und seiner beruflichen Neuorientierung Ende 2012 zu widmen, während er bei Gelegenheit an einigen Supermoto-Rennen teilnahm.

## Karriere
- 1996 – Französischer Meister Supermotard Prestige
- 1997 – Französischer Meister Supermotard 250/400,
- 1999 – Italienischer Supermotard-Meister
- 2000 – Italienischer Supermotard-Meister
- 2005 – Weltmeister Klasse S2
- 2006 – 5. der Weltmeisterschaft Klasse S2